# Caloptilia umbratella
Caloptilia umbratella är en fjärilsart som först beskrevs av Braun 1927.  Caloptilia umbratella ingår i släktet Caloptilia och familjen styltmalar. Inga underarter finns listade i Catalogue of Life.